# Transducció sensorial
La transducció sensorial és un procés neurofisiològic en el qual es produeix una interacció física entre el medi i l'organisme. És el procés pel qual l'energia del medi es converteix en estímul o senyal per a l'organisme en forma d'energia electroquímica. L'estímul és considerat l'input que rep el subjecte.
En fisiologia, la transducció és la conversió d'un estímul sensorial a un altre. En aquest cas, es transformen en senyals elèctrics per tal que el cervell pugui obtenir informació sobre la localització, la durada, la intensitat i la modalitat dels estímuls rebuts. Aquesta senyal electrica es tracta de potencials generadors i potencials receptors, que esdevindràn en potencials d'acció. La distinció entre potencials es fa segons si la cèl·lula que envía la descàrrega es una cèl·lula somàtica/neurona especialitzada (potencial receptor) o una neurona (potencial generador).

## Tipus d'energia
Els tipus d'energia a les que som sensibles són:
| Estímul                        | Energia          | Receptor       | Modalitat sensorial    |
| ------------------------------ | ---------------- | -------------- | ---------------------- |
| Ones electromagnètiques (llum) | Electromagnètica | Fotoreceptor   | Visió                  |
| Pressió, ones sonores (so)     | Mecànica         | Mecanoreceptor | Tacte, Oïda, Equilibri |
| Calor/fred                     | Tèrmica          | Termoreceptor  | Tacte (temperatura)    |
| Molècules químiques            | Química          | Quimioreceptor | Gust, Olfacte          |
| Dolor                          | Mecànica/Tèrmica | Nociceptor     | Tacte                  |

Pero hi ha especificacions en alguns d'aquests estímuls, per exemple: d'ones electromagnètiques només en som sensibles a longituds d'ona d'entre 380 a 750 nm, que correspondria a l'espectre de la llum visible i d'ones sonores només percibim freqüències d'entre 20-20,000 Hz. La modalitat sensorial del gust només treballa amb la percepció de cinc gusts bàsics: dolç, amarg, salat, àcid i umami. Amb relació a la nociocepió, podem dir que es tracta d'una transducció térmica/mecánica "excesiva", la qual es produeix quan el nostre cos sent que es troba en contacte directe amb un perill (amb un estímul que pot fer-li dany). 
L'ésser humà no és sensible a l'energia elèctrica.

## Processament general

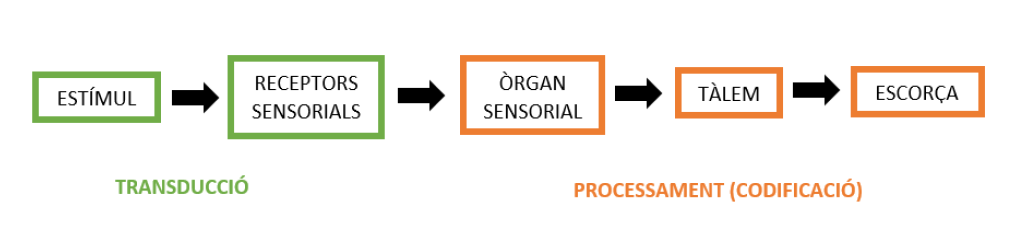
Recorregut de la informació.

Quan la informació sensorial arriba als receptors, l'energia de l'estímul es transforma en un senyal elèctric, gràcies a la transducció. Després, la informació segueix uns nivells de processament: pot començar en el mateix òrgan sensorial o processar-se directament a nivell del tàlem, arribant en ambdós casos fins al nivell cortical, per tal que esdevingui la codificació sensorial de l'estímul.

## Mecanismes d'activació
Es presenten dues classificacions, no excloents, dels processos de transducció depenent de les característiques que es tenen en compte. Poden concebre’s ambdós criteris combinats. Cal destacar que aquests processos han evolucionat de forma similar entre les cèl·lules eucariotes dels vertebrats, així doncs, tot i la intervenció d'altres substàncies, el procediment general que aquí s'expressa pot extrapolar-se a d'altres espècies de vertebrats.
Per una banda, segons els mecanismes d’activació del procés transductor. Dependrà de si la incidència de l'estímul provoca directament l’inici del procés o si, per altra banda, cal l'acció de vies secundàries, punt clau que les diferencia.

### Activació directa
L'estímul entra en contacte amb els receptors (R) de la cèl·lula receptora (C), presents en una regió especialitzada de la membrana sensorial. Serà aquesta adhesió directa entre [R i C] el requisit perque s'iniciï una regulació dels canals iònics implicats (els receptors o proteïnes de la membrana), en aquest cas de caràcter ionotròpic, i la seva conseqüent obertura o tancament. Es caracteritza per ser un procés més ràpid ja que no es necessita l'actuació d'altres vies.
El mecanisme indicat es desenvolupa com part de la transducció d'estímuls mecànics, tèrmics i químics, en el cas de l'àcid i el salat.

### Activació indirecta
En aquest cas, el contacte directe dels estímuls (E) amb les proteïnes receptores (integrals de membrana) (R) no és suficient perque es desenvolupi el procés de la transducció, sinó que es donará lloc a una seqüència de reaccions químiques encadenades, habitualment iniciada per una proteïna G (G). Així doncs, els canals aquí esmentats es defineixen com metabotròpics i cal l'activació de vies secundàries perque es produeixi l'efecte esperat.
Dels diferents tipus de transducció se'n pot extreure un processament general, aplicable a totes elles. Una vegada es combinin aquests dos elements (E-R) o un tengui incidència sobre l'altre, el receptor, ja activat (R+), promourà l'activació d'una proteïna G citoplasmàtica a la que s'hi troba connectada. Aquesta proteïna G activa (G+) es combinarà amb un enzim (E) de l'interior cel·lular per activar-lo. El complex proteïc format (G+, E+) realitzarà la seva funció, la qual es correspon amb la catalització de determinades reaccions químiques que afavoreixen o bloquegen la síntesi d'un segon missatger afectant positivament (augment) o negativament (disminució) a la concentració d'aquesta substància en el medi intracel·lular. El qual és essencial en la modulació de canals iònics sensibles al potencial de membrana. L'activació dels diferents elements anteriors sol esdevenir en un canvi en la seva configuració, tot i que no sempre sigui així.
Mecanisme característic dels processos de transducció auditiva, olfactiva, visual i química en el cas del dolç, l'amarg i l'umami.

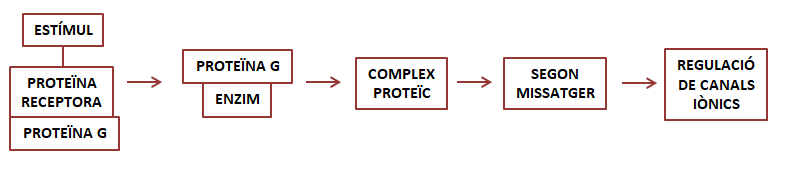
Esquema general dels processos d'activació indirecta a través de vies secundàries

## Tipus de transducció
Per altra banda, segons el tipus d'energia que els diversos receptors sensorials són capaços de transformar es diferencien processos de transducció que es corresponen a les diferents modalitats sensorials o mecanismes de relació i interpretació de l'entorn.

### Visual
En el Sistema Visual trobem dos tipus de fotoreceptors a la retina: els cons i els bastons. Aquestes són les neurones especialitzades que converteixen l'energia lumínica en energia elèctrica.
Els dos fotoreceptors tenen la mateixa estructura bàsica:
1. Un segment extern, la punta del qual toca la capa epitelial pigmentaria de la retina.
2. Un segment intern que conté el nucli cel·lular i els orgànuls per la producció d'ATP i de proteïnes.
3. Un segment basal amb la terminal nerviosa que allibera glutamat a les cèl·lules bipolars.

Trobem els fotopigments en les membranes dels discs del segment extern dels fotoreceptors. Els bastons només tenen 1 tipus mentre que els cons tenen 3 tipus de fotopigments diferents. Un únic bastó pot contenir uns 10 milions de fotopigments. Els fotopigments es divideixen en dues parts: una part proteica (l'opsina) i el retinal (un derivat de la vitamina A). Hi ha molts tipus diferents d'opsina: el que trobem en els bastons s'anomena rodopsina.
L'activació dels fotoreceptors produeix un canvi gradual en el potencial de membrana i una alteració corresponent en la velocitat d'alliberació del neurotransmissor glutamat a les neurones postsinàptiques. En la foscor, els receptors de membrana es troben despolaritzats a un valor aproximat de -40mV. Els augments progressius d'il·luminació fa que el valor es vagi negativitzant fins a arribar a uns -65mV, és a dir, hi ha una hiperpolarització.
En la foscor la rodopsina no està activa i hi ha un alt nivell de GMP cíclic. Cations de sodi i de calci entren a través dels canals de membrana, permetent així que es mantingui un potencial de membrana de -40mV, malgrat que també hi hagi una sortida de cations de potassi. Davant d'aquesta lleugera despolarització s'allibera glutamat a l'espai postsinàptic cap a la cèl·lula bipolar.
Quan la rodopsina absorbeix la llum, es trenca un dels dos enllaços de carboni de la molècula retinal, canviant així la seva configuració. Aquest trencament desencadena un seguit d'alteracions en el component proteic de la rodopsina. Aquests canvis provoquen l'activació de la transducina, un missatger intracel·lular, que activa una fosfodiesterasa que hidrolitza els cGMP. Tots aquests esdeveniments es donen en la membrana dels discos dels bastons. La hidròlisis de la fosfodiesterasa redueix la concentració de cGMP en tot el segment extern, el que produeix un tancament de canals de membrana. Això provoca una reducció de l'entrada de cations de sodi i de calci. Com els cations de potassi segueixen entrant, el bastó s'hiperpolaritza, i es deixa d'alliberar glutamat a l'espai sinàptic.

### Auditiva
L'audició es correspon a una modalitat sensorial capaç de percebre estimulació mecànica, ones sonores de freqüència determinada per tal de convertir-la en estimulació elèctrica. Tot i les limitacions humanes en la percepció d'un rang de freqüència audible generalitzat, d'entre [20-20000]Hz, cal destacar que alguns individus són capaços de detectar vibracions o pressions al rebre infrasons i segons la geometria de l'orella mitjana es poden percebre lleus ultrasons.

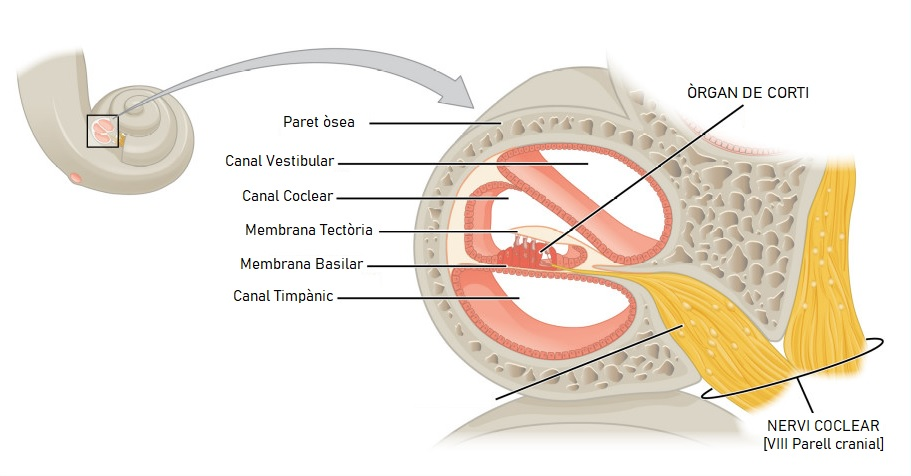
Estructura interna de la còclea

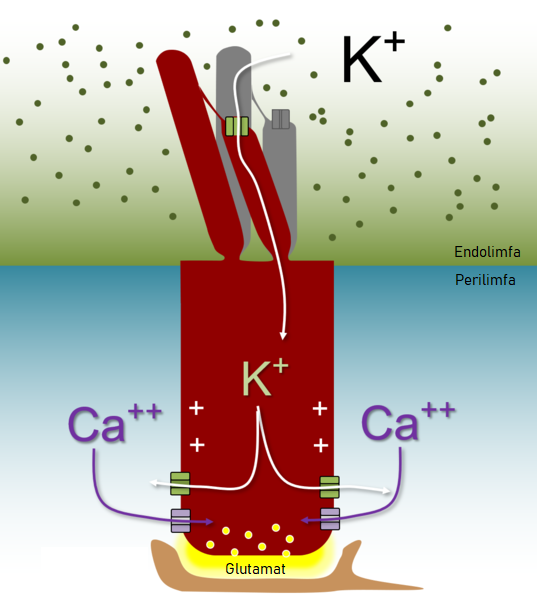
Transducció auditiva

L'orella és l'òrgan sensorial implicat en aquest tipus de transducció, una vegada les ones sonores transmesses per l'aire travessen les diferents regions de l'orella externa i mitjana, arriben fins a la orella interna, en concret, a la finestra oval, orifici que connecta l'orella mitjana amb la còclea. Serà en aquest punt quan es produeixi un procés d'adaptació d'impedències, ja que l'estimulació sonora s'ha de transmetre d'un medi aeri a un líquid (l'interior coclear). La diferència de resistència acústica en ambdós medis farà que el so percebut es correspongui a un 60% del que arriba a l'òrgan sensorial, provocant la reflexió i la pèrdua, aproximadament, d'un 40% d'estimulació sonora.
L'estructura coclear consisteix en la disposició de tres canals diferents replegats sobre si mateixos, l'ona sonora es transmetra al canal vestibular a través de la finestra oval. El desplaçament del seu líquid intern, la perilimfa, provocarà la vibració dels diferents canals i membranes de la còclea. Així doncs, la vibració auditiva es propagarà també pel canal coclear, el central, provocant el desplaçament del seu líquid intern, l'endolimfa i de la membrana basilar, regió rígida en les parets del canal coclear on es troba l'òrgan de Corti, estructura responsable de la transducció.
L'òrgan de Corti està constituït per diferents tipus cel·lulars, les cèl·lules ciliades externes, les internes i d'altres cèl·lules de suport que s'estenen formant una membrana tectòria que es recolzarà sobre els cilis de les cèl·lules externes, deixant lliures les internes, les quals presenten cilis de diferents dimensions. Una vegada les cèl·lules externes transmeten la vibració a la membrana tectònica i a l'endolimfa, si les extereovellositats de les cèl·lules internes es deplacen en direcció al cili de major mida, s'obriran canals de regulació mecànica. Es corresponen a canals iònics permeables al potassi (K+) que provocaran una important entrada d'aquest a l'interior cel·lular, en l'endolimfa es presenten grans concentracions d'aquest ió.
L'entrada de K+ provocarà un augment de la positivitat interna de la cèl·lula, per la qual cosa s'obriran canals de calci (Ca2+) dependents de voltatge. Situació que permetrà l'alliberació de glutamat a l'espai sinàptic per tal de transmetre l'impuls elèctric a les neurones de primer ordre del sistema nerviós.

### Gustativa

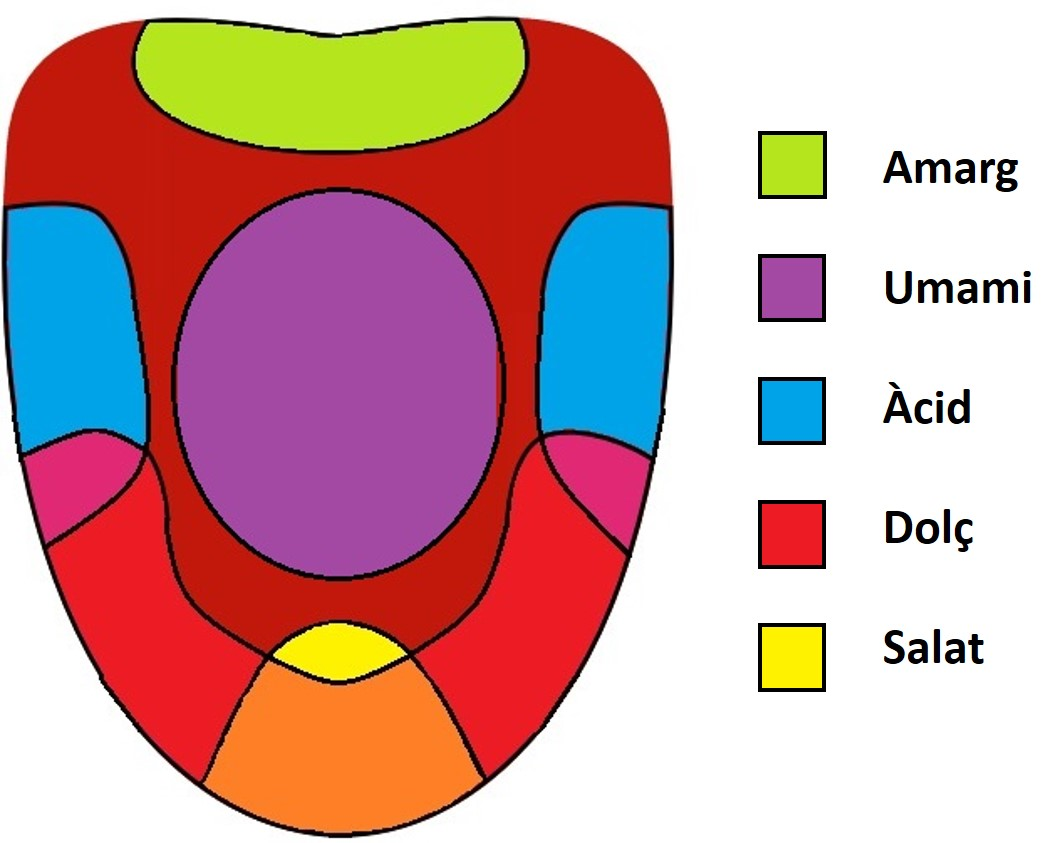
Distribució de les cèl·lules gustatives en la llengua

El gust és una modalitat sensorial que permet detectar molècules químiques dissoltes en la saliva i identificar-ne la seva naturalesa. Existeixen receptors específics per a les diferents substàncies químiques que l’organisme pot percebre, els quals s’organitzen espaialment en diferents regions del tub digestiu (llengua, faringe, laringe, esòfag…). Ara bé, és a la llengua on es troben la major quantitat de receptors i, per tant, d’on és rebuda la major part d’informació. Gràcies a la sensibilitat vers diferents elements químics aquesta modalitat sensorial divergeix en 5 manifestacions perceptives, els reconeguts 5 gusts.
Els receptors implicats són específics per a cada substància pel que també ho són els processos de transducció esdevinguts; així doncs, a continuació es detallarà cadascun d’aquests.
Cal destacar que la transducció de molècules àcides o salades es correspon a un procés d’activació directa.
- Àcid:

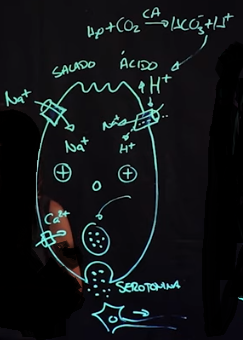
Transducció gustativa (àcid i salat)

Una vegada ingerit i descompost un aliment àcid, s'allibera gran quantitat de protons (H+) al medi extracel·lular, augmentant-ne la seva concentració. L'element químic esmentat bloqueja, alterant-ne la seva configuració, els canals iònics de potassi (K+) que romanen oberts mentre la cèl·lula es troba en repòs. Fenomen que evitarà la sortida de K+ a l'exterior i provocarà un notable augment de la concentració de cations (ions postitius) de K+ en el medi intracel·lular, el qual presentarà una càrrega positiva intensa alterant el potencial de la membrana receptora. D'aquesta manera ocorrerà la despolarització necessària per tal que la cèl·lula receptora emeti un potencial d'acció a les neurones col·lindants. El que permet concloure amb la finalització del procés de transducció.
- Salat:

Els aliments rics en ClNa són aquells que es caracteritzen com salats. Una vegada descompostes aquestes molècules (ClNa) a la cavitat bucal, el procés de transducció sensorial s'inicia quan els ions de sodi (Na+) entren en contacte amb els seus corresponents canals, de tipus iònic (activació directa). S'alterarà la permeabilitat de la membrana cel·lular deixant entrar aquests ions posititus (Na+) a l'interior cel·lular, provocant un canvi en el potencial de membrana amb interior positiu i una conseqüent despolarització cel·lular que permetrà produir el potencial d'acció.
- Dolç, amarg i umami:

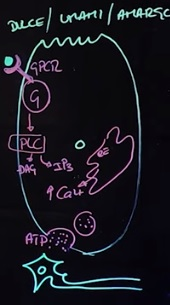
Procés de transducció gustativa (umami, dolç, amarg)

En canvi, les substàncies dolces, amargues o umami són detectades gràcies a mecanismes d'activació indirecta, el que implica un procés de transducció més llarg i sofisticat.
Encara que les molècules que desencadenen el procés transductor siguin diferents per cada gust i, per tant, els receptors per a cada una d'elles variïn, el mecanisme derivat mostra grans paral·lelismes. Per la qual cosa, seguint l'esquema general presentat en l'apartat d'activació indirecta, la transducció de tots tres es tractarà conjuntament.
Així doncs, els receptors de membrana específics s'activaran al entrar en contacte amb les respectives substàncies. Els canals proteïcs als quals s'uneixen es mantenen enllaçats amb una proteïna G de membrana que s'activarà i canviarà la seva configuració (estructura). Un del components d'aquesta proteïna s'adherirà a la fosfolipasa C, un enzim de l'interior cel·lular que s'estimularà, formant el complex proteïc esmentat anteriorment. La molècula resultant s'unirà al component PIP2 (component lipídic) de la membrana fosfolipídica per catalitzar la seva conversió en dos components derivants: IP3 i DAG.
L'IP3 es correspon al segon missatger que caracteritza aquest tipus de vies secundàries, el qual s'enllaçarà als canals de calci (Ca2+) del reticle endoplasmàtic. Fenomen que provocarà l'alliberació de gran quantitat dels esmentats cations (Ca2+) al medi citoplasmàtic activant mecanismes de permeabilitat contra gradient, ambdues situacions intensificaran un potencial de membrana postitiu. Cal destacar que aquesta postivitat interna es veu encara més incrementada pel canvi de configuració de la proteïna G de membrana que, al estimular la producció de molècules d'AMPc i GMPc es tancaran els canals que promouen la sortida de ions de potassi (K+) de l'interior cel·lular.
Tota aquesta concentració de càrregues positives en el medi intracel·lular provocar un canvi en el potencial de membrana. Produint-se així un potencial d'acció gràcies al qual s'alliberarà ATP a l'espai sinàptic, donant per finalitzada així la transducció i permetent la conducció de l'impuls nerviós fins al Sistema Nerviós Central.

### Olfactiva

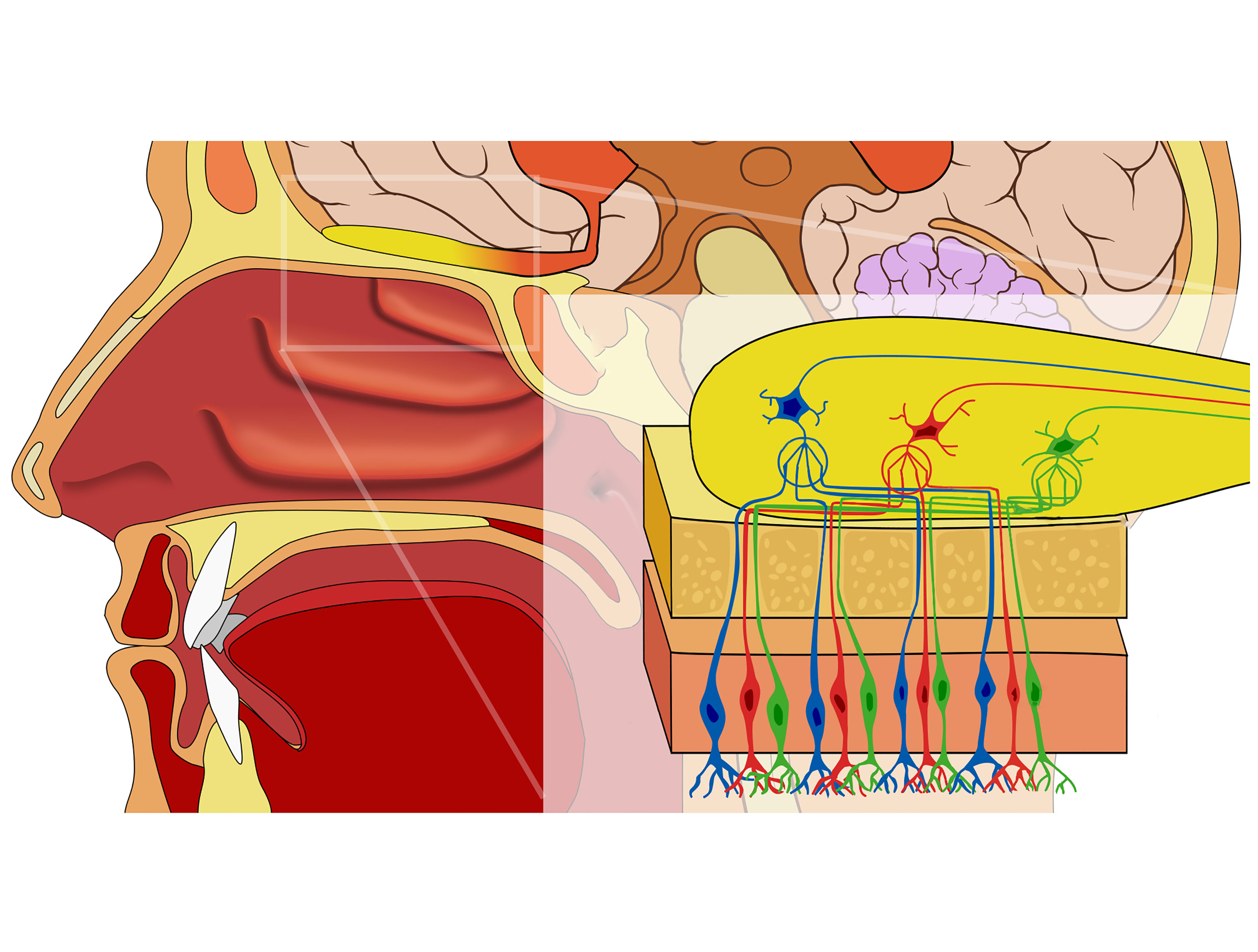
Representació de l'estructura del sistema olfactori.

L'olfacte ens ajuda a identificar el menjar i a saber si és perillós (verinós) o si s'ha fet malbé. En moltes espècies, ajuda amb el rastrejament o amb la identificació de depredadors, també per a detectar amics o possibles parelles receptives.
L'estímul amb el que treballa el sistema olfactiu són les molècules olorífiques, però no totes hi són perceptibles. És necessari que: es tracti d'una molècula volàtil, tingui capacitat de transport aeri, sigui d'una mida molecular adequada per ser detectada pels receptors, es pugui humectejar amb l'epiteli olfactori, sigui químicament activa i estigui en la suficient concentració per unitat volumètrica per a ser percebuda.
Les molècules olfatives poden arribar a la cavitat nasal a través de les fosses nasals (quan inhalem) o a través de la gola (mentre masteguem o empassem el menjar, quan la llengua empeny l'aire cap a la part posterior de la cavitat nasal). Dins de la cavitat nasal, la mucosa que recubreix les parets i l'epiteli dissol la molècula olorífica mitjançant uns enzims metabòlics.
La transducció en el sistema olfatori comença quan les molècules volàtils s'adhereixen als receptors i posen en marxa la proteïna G:
Aquesta proteïna activa un enzim que catalitza la síntesi d'AMP cíclic, obtenint així major nivell de cAMP, que desencadenarà l'alliberació de més neurotransmissors.
L'obertura dels canals de la membrana de la cèl·lula olfactiva es fa gràcies al fet que els cilis de les cèl·lules receptores de l'olfacte contenen receptors metabotròpics d'olors vinculats a la proteïna G. Les molècules d'olor s'uneixen a aquests receptors i, juntament amb l'activació de la proteïna, s'obren els canals de sodi i produeixen potencials receptors despolaritzants.

### Somatosensorial
Majoritàriament, la transducció somatosensorial implica la conversió d'estímuls mecànics com la pressió, l'estirament i la vibració a energia electroquímica a través del procés que es coneix com a Mecanotransducció. Les neurones que porten informació dels estímuls mecànics són aferent dels receptors de la pell o d'altres teixits diana, on es fa la transducció. En algunes d'aquestes cèl·lules receptores, els canals s'activen directament quan es presenta l'estímul mecànic, ja que aquest estímul deforma la membrana de la cèl·lula.
També inclou la termotransducció. Els mamífers poden discriminar un interval de temperatura molt alt: des d'uns -10 °C, fins a uns 60 °C. Els canals de TRP tenen un paper molt important en la termotransducció.
- Transducció de la calor: Un dels canals implicats en la transducció de la calor és el TRPV1 (Transient Receptor Potential Vanilloid 1). Aquest canal també és sensible a la capsaïcina, un component del bitxo. Els canals TRPV2 s'activen per les temperatures altes que causen dolor. Els canals TRP3 i 4 també semblen ser activats per la calor, cada un s'activa a diferents temperatures.[15]
- Transducció del fred: Els canals implicats en la transducció del fred són els TRPM8. Aquests canals s'activen en temperatures inferiors a 30 °C, també s'activen en presencia del mentol.[15]

També inclou la nocipercepció. La detecció i el processament d'estímuls dolorosos en les neurones sensorials depenen en gran part de canals iònics de diferents tipus. Els nocireceptors s'activen en la presència d'estímuls nocius, que poden ser químics, tèrmics o mecànics. Aquests estímuls activen uns complexos formats per receptors-canals iònics. Aquesta activació origina un corrent de despolarització, generant un potencial d'acció i alliberant certs neurotransmissors a nivell de la banya posterior de la medul·la espinal.
Canals de TRP
En la transducció, els canals de TRP (Transient Receptor Potential) són molt importants.
Els canals de TRP són canals no selectius, permeables a cations monovalents i al calci i s'ubiquen a la membrana cel·lular. En els mamífers es reconeixen 20 canals de TRP amb funcions sensorials molt diverses: reconeixement del dolor, de la mecano-sensació, del gust, de l'olfacte, de la regulació del to dels músculs llisos, i termotransducció d'entre altres. Es considera que aquests canals són una superfamília que es divideix en set subfamílies:
1. TRPC - canònic o clàssic (C1/C4/C5, C3/C6/C7, i C2)
2. TRPM - melastatina (M1/M3, M7/M6, M2/M8, i M4/M5)
3. TRPV - vaniloide (V1/V2/V3/V4 i V5/V6)
4. TRPA - ankirina (A1)
5. TRPP - policistina (P1, P2 i P3)
6. TRPML - mucolipin (ML1, ML2 i ML3)
7. TRPN = no en mamífers

Sis d'aquests canals estan presents en humans. Els canals TRP es troben en molts teixits diferents: en els músculs llisos, en l'epiteli, en cèl·lules immunes, en el múscul esquelètic, en el cor i en les neurones.

## Investigacions
Hi ha moltes investigacions sobre les possibles aplicacions de la transducció. Les següents són exemples d'estudis que s'han fet sobre les aplicacions terapèutiques de la transducció:
Estudi dels canals TRP com a "dianes farmacològiques"
Un apartat del llibre "Avences en neurociencia" escrit per Antonio Ferrer Montiel ens explica com el coneixement dels compostos que controlen l'activitat dels canals de TRP poden ser de gran importància en els estudis de teràpies amb intervenció farmacològica. En ell expliquen com de resultats previs s'ha vist com la inhibició indiscriminada d'aquests receptors produeixen efectes secundaris que emmascaren el seu benefici terapèutic i que per aquesta raó és important desenvolupar compostos que puguin inhibir sobre els receptors que tinguin una activació patològica. Hi ha diferents alternatives per fer-ho, però per comprovar la seva efectivitat són necessaris més estudis que ens demostrin si aquestes alternatives realment redueixen els efectes secundaris que produeixen els inhibidors indiscriminats mencionats abans.
Els canals de TRP en la termotransducció
Estudis obre els diferents canals de TRP que s'encarreguen específicament de la transducció de les diferents temperatures podrien tenir aplicacions molt interessants en l'explicació dels efectes terapèutics d'algunes modalitats d'analgèsia com la termoteràpia, estratègies terapèutiques que aparentment podria afectar el funcionament d'aquests canals.